# Mazenderani
Mazenderani är ett gammalt språk från den nordvästliga iranska grenen av det indoeuropeiska trädet som talas i den nordiranska provinsen Mazandaran, av ungefär 3 miljoner personer. Språkforskarna anser dock att mazenderani är ett språk och inte enbart en egen dialekt. Mazenderani är besläktat med gilaki. Anmärkningsvärt har språket varken influerats av mongoliska, arabiska eller turkiska. Mazenderani har dessutom ett antal dialekter (bland annat sâravi, gorgâni, bâboli, âmoli m.fl.) men kallas lokalt för palari, gilaki eller mazenderani.